# صفدر رحمت‌آبادی
صفدر رحمت‌آبادی معاون پارلمانی سابق وزارت صنعت، معدن و تجارت بود. او در تیرماه ۱۳۹۰ از سوی مهدی غضنفری، وزیر وقت صنعت به عنوان معاون پارلمانی وزارت صنعت منصوب شد و در آغاز کار دولت یازدهم و وزارت محمدرضا نعمت‌زاده، نیز معاون پارلمانی وزارت صنعت، معدن و تجارت بود.

## سوء قصد
رحمت‌آبادی در شبانگاه ۱۹ آبان ۱۳۹۲ در خیابان گلبرگ تهران منطقه نارمک ترور شد و در دم جان باخت. گزارش خبرگزاری‌های ایران حاکی از آن بود که فردی ناشناس با اسلحه، دو تیر یکی به سینه و دیگری به سر رحمت‌آبادی شلیک کرده و از آنجا که دو گلولهٔ شلیک شده از داخل خودرو به مقتول شلیک شده بودند، فرد ضارب به احتمال زیاد در حال گفتگو با رحمت‌آبادی بوده‌است. یافته‌های بعدی نشان داد که انگیزه قتل اختلافات فامیلی بود.